# La Secte noire
La Secte Noire es un videojuego de aventura desarrollado y editado por Lankhor en 1990 para Amstrad CPC. Una versión más moderna del juego, Black Sect, fue editada en 1993 para Amiga, Atari ST y DOS. 
Lankhor fue una de las primeras compañías europeas que realizó aventuras gráficas. De origen francés y fundada en 1987, se vio obligada a cerrar en 2001 tras declararse en quiebra.

## La Secte Noire
El jugador debe encontrar un grimorio en los locales de una misteriosa secta. El juego está dividido en dos grandes partes: una a través del pueblo de Issigeac (cementerio, iglesia, pozos, ríos...) para encontrar la entrada a los locales de la secta; y la otra dentro de la propia secta.
Se trata de un juego de aventuras de texto, en su versión para Amstrad CPC 6128, si bien decorada con algunos gráficos, esencialmente se basa en un analizador de sintaxis, rudimentario en comparación con otros juegos (como Omeyad, publicado por Ubisoft) pero con respuestas a veces llenas de humor o poesía.
En 1991, el juego salió en una suite, La Crypte des Maudits, para Amstrad CPC.